# Simning vid världsmästerskapen i simsport 2024 – Damernas 200 meter bröstsim
Damernas 200 meter bröstsim vid världsmästerskapen i simsport 2024 avgjordes mellan den 15 och 16 februari 2024 i Aspire Dome i Doha i Qatar.
Nederländska Tes Schouten tog guld efter ett lopp på 2 minuter och 19,81 sekunder, vilket blev ett nytt nationsrekord. Silvret togs av amerikanska Kate Douglass och bronset togs av kanadensiska Sydney Pickrem.

## Rekord
Inför tävlingens start fanns följande världs- och mästerskapsrekord:
|                   | Namn                  | Nation   | Tid     | Ort                | Datum          |
| ----------------- | --------------------- | -------- | ------- | ------------------ | -------------- |
| Världsrekord      | Jevgenija Tjikunova   | Ryssland | 2.17,55 | Kazan, Ryssland    | 21 april 2023  |
| Mästerskapsrekord | Rikke Møller Pedersen | Danmark  | 2.19,11 | Barcelona, Spanien | 1 augusti 2013 |

## Resultat

### Försöksheat
Försöksheaten startade den 15 februari klockan 10:11.
| Placering | Heat | Bana | Namn                 | Nationalitet                 | Tid     | Noteringar |
| --------- | ---- | ---- | -------------------- | ---------------------------- | ------- | ---------- |
| 1         | 4    | 4    | Kate Douglass        | USA                          | 2.24,15 | 0Q0        |
| 2         | 2    | 6    | Mona McSharry        | Irland                       | 2.24,82 | 0Q0        |
| 3         | 2    | 4    | Kotryna Teterevkova  | Litauen                      | 2.25,09 | 0Q0        |
| 4         | 4    | 5    | Sydney Pickrem       | Kanada                       | 2.25,18 | 0Q0        |
| 5         | 3    | 4    | Tes Schouten         | Nederländerna                | 2.25,90 | 0Q0        |
| 6         | 4    | 3    | Francesca Fangio     | Italien                      | 2.26,01 | 0Q0        |
| 7         | 4    | 6    | Gabrielle Assis      | Brasilien                    | 2.26,28 | 0Q0        |
| 8         | 1    | 3    | Alina Zmusjka        | Neutrala oberoende idrottare | 2.26,31 | 0Q0        |
| 9         | 3    | 3    | Kristýna Horská      | Tjeckien                     | 2.26,71 | 0Q0        |
| 10        | 2    | 5    | Letitia Sim          | Singapore                    | 2.27,08 | 0Q0        |
| 11        | 2    | 3    | Lisa Mamié           | Schweiz                      | 2.27,42 | 0Q0        |
| 12        | 2    | 7    | Nayara Pineda        | Spanien                      | 2.27,45 | 0Q0        |
| 13        | 2    | 2    | Ana Blažević         | Kroatien                     | 2.27,51 | 0Q0        |
| 14        | 3    | 7    | Moon Su-a            | Sydkorea                     | 2.27,53 | 0Q0        |
| 15        | 4    | 1    | Eleni Kontogeorgou   | Grekland                     | 2.28,53 | 0Q0        |
| 16        | 2    | 1    | Melissa Rodríguez    | Mexiko                       | 2.28,90 | 0Q0        |
| 17        | 4    | 7    | Macarena Ceballos    | Argentina                    | 2.28,94 |            |
| 18        | 4    | 2    | Grace Palmer         | Belgien                      | 2.29,03 |            |
| 19        | 3    | 2    | Sara Franceschi      | Italien                      | 2.30,01 |            |
| 20        | 2    | 8    | Emily Santos         | Panama                       | 2.31,36 |            |
| 21        | 3    | 1    | Nikoleta Trníková    | Slovakien                    | 2.31,52 |            |
| 22        | 3    | 5    | Abbey Harkin         | Australien                   | 2.31,93 |            |
| 23        | 3    | 8    | Ida Hulkko           | Finland                      | 2.33,27 |            |
| 24        | 1    | 5    | Stephanie Iannaccone | Guatemala                    | 2.33,77 |            |
| 25        | 4    | 0    | Lam Hoi Kiu          | Hongkong                     | 2.36,19 |            |
| 26        | 3    | 0    | Nadia Tudo           | Andorra                      | 2.37,70 |            |
| 27        | 4    | 9    | Tara Aloul           | Jordanien                    | 2.43,10 |            |
| 28        | 2    | 0    | Kelera Mudunasoko    | Fiji                         | 2.46,29 |            |
| 29        | 1    | 4    | Maria Batallones     | Nordmarianerna               | 2.54,73 |            |
| –         | 3    | 6    | Sophie Hansson       | Sverige                      | 0DNS0   | 0DNS0      |
| –         | 4    | 8    | Martina Bukvić       | Serbien                      | 0DNS0   | 0DNS0      |

### Semifinaler
Semifinalerna startade den 15 februari klockan 20:19.
| Placering | Heat | Bana | Namn                | Nationalitet                 | Tid     | Noteringar       |
| --------- | ---- | ---- | ------------------- | ---------------------------- | ------- | ---------------- |
| 1         | 2    | 3    | Tes Schouten        | Nederländerna                | 2.21,50 | 0Q0, 0NR0        |
| 2         | 2    | 4    | Kate Douglass       | USA                          | 2.23,17 | 0Q0              |
| 3         | 1    | 5    | Sydney Pickrem      | Kanada                       | 2.23,77 | 0Q0              |
| 4         | 1    | 6    | Alina Zmusjka       | Neutrala oberoende idrottare | 2.24,14 | 0Q0, 0NR0        |
| 5         | 2    | 7    | Lisa Mamié          | Schweiz                      | 2.24,62 | 0Q0              |
| 6         | 2    | 5    | Kotryna Teterevkova | Litauen                      | 2.24,69 | 0Q0, drog sig ur |
| 7         | 1    | 4    | Mona McSharry       | Irland                       | 2.25,13 | 0Q0              |
| 8         | 2    | 2    | Kristýna Horská     | Tjeckien                     | 2.25,34 | 0Q0              |
| 9         | 2    | 6    | Gabrielle Assis     | Brasilien                    | 2.25,62 | 0Q0              |
| 10        | 1    | 3    | Francesca Fangio    | Italien                      | 2.26,39 |                  |
| 11        | 1    | 1    | Moon Su-a           | Sydkorea                     | 2.26,76 |                  |
| 12        | 1    | 2    | Letitia Sim         | Singapore                    | 2.27,04 |                  |
| 13        | 2    | 8    | Eleni Kontogeorgou  | Grekland                     | 2.28,14 |                  |
| 14        | 2    | 1    | Ana Blažević        | Kroatien                     | 2.28,48 |                  |
| 15        | 1    | 8    | Melissa Rodríguez   | Mexiko                       | 2.29,18 |                  |
| 16        | 1    | 7    | Nayara Pineda       | Spanien                      | 2.29,74 |                  |

### Final
Finalen startade den 16 februari klockan 19:49.
| Placering | Bana | Namn            | Nationalitet                 | Tid     | Noteringar |
| --------- | ---- | --------------- | ---------------------------- | ------- | ---------- |
| 1         | 4    | Tes Schouten    | Nederländerna                | 2.19,81 | 0NR0       |
| 2         | 5    | Kate Douglass   | USA                          | 2.20,91 |            |
| 3         | 3    | Sydney Pickrem  | Kanada                       | 2.22,94 |            |
| 4         | 6    | Alina Zmusjka   | Neutrala oberoende idrottare | 2.24,44 |            |
| 5         | 1    | Mona McSharry   | Irland                       | 2.24,89 |            |
| 6         | 8    | Kristýna Horská | Tjeckien                     | 2.25,34 |            |
| 7         | 7    | Gabrielle Assis | Brasilien                    | 2.25,66 |            |
| 8         | 2    | Lisa Mamié      | Schweiz                      | 2.26,23 |            |